# 3796 Lene
3796 Lene eller 1986 XJ är en asteroid i huvudbältet som upptäcktes den 6 december 1986 av den danska astronomen Poul Jensen vid Brorfelde-observatoriet. Den är uppkallad efter den danske astronomen Karl Augustesen´s dotter Lene Augustesen.
Asteroiden har en diameter på ungefär 19 kilometer.